# Мощенкова, Ольга Александровна
}}
Ольга Александровна Мощенкова (урожд. Шестерикова; род. 1 июля 1990, Кирово, Курганская область) — российская биатлонистка, неоднократная чемпионка России, двукратный победитель и бронзовый призёр II Всероссийской зимней универсиады 2012. Мастер спорта России международного класса (2022). Чемпионка мира по летнему биатлону.

## Биография
Ольга Александровна Шестерикова родилась 1 июля 1990 года в селе Кирово Кировского сельсовета Мишкинского района Курганской области, ныне село входит в Мишкинский муниципальный округ той же области.
Заниматься лыжными гонками начала с 2002 года в Мишкинской ДЮСШ с. Кирово у тренера Андрея Николаевича Тетеркина.
В 2005 году переехала тренироваться в СДЮСШОР № 2 в город Тюмень к тренеру Виктору Андреевичу Абрамову.
С 2010 года перешла в биатлон, тренируется в Государственном автономном учреждении Тюменской области «Центр спортивной подготовки и проведения спортивных мероприятий» (ЦСП 72), город Тюмень, у тренеров Леонида Александровича Гурьева и Евгения Анатольевича Пылева.
Спортсмен-инструктор ЦСП72 с 2010 года.
30 марта 2011 года на Первенстве России в городе Уфе в эстафете 3х6 км команда Тюмени в составе Ольги Шестериковой, Александры Аликиной и Ларисы Кузнецовой заняла 1 место среди юниорок. Результат 1:05:37,8.
В марте 2012 года стала двукратным победителем и бронзовым призёром II Всероссийской зимней универсиады. 11 марта 2012 года в гонке преследования на 10 км заняла 1 место с результатом 41:00.2.
В 2012 году окончила Институт физической культуры Тюменского государственного университета.
18 июля 2013 года в рамках чемпионата мира по летнему биатлону в итальянском городе Форни-Авольтри состоялись смешанные эстафеты. Сборная России в составе Александры Аликиной, Ольги Шестериковой, Андрея Прокунина и Александра Шрейдера одержала победу среди взрослых команд, оторвавшись от ближайших соперников — сборной Чехии — более, чем на минуту. Время 1:18:00,8 (2+12).
В сезоне 2015/16 стала обладательницей Кубка России. В гонках чемпионата России 2016 года завоевала 10 медалей из 12-ти возможных, в том числе 3 золотых, 4 серебряных и 3 бронзовых.
После перерыва, связанного с рождением ребёнка, вернулась в спорт в 2019 году. Выступала на Кубке России под новой фамилией — Мощенкова, стала серебряным призёром чемпионата России 2020 года в суперспринте.
В марте 2022 года в спринте на чемпионате России по биатлону заняла 10 место.
Весной 2023 года завершила спортивную карьеру.
Работает частным тренером по биатлону, беговым лыжам и лыжероллерам.

## Инвентарь
- Марка лыж — Fischer;
- Длина лыж — 181 см;
- Тип крепления — NNN;
- Марка лыжных ботинок — Fischer;
- Марка винтовки — Иж;
- Модель винтовки — Би 7.

## Награды и звания
- Благодарность Президента Российской Федерации, 23 февраля 2017 года[13]
- Мастер спорта России международного класса по биатлону, 30 сентября 2022 года[14]
- Мастер спорта России по биатлону, 5 октября 2012 года[15]

## Семья
Замужем, воспитывает сына.